# 安徽池州平天湖国家湿地公园
平天湖国家湿地公园位于中国安徽省西南部的池州市境内，地处长江和九华山之间。总面积约29.01km²。平天湖是池州市第二大湖泊。

## 名称
“平天湖”之名源于唐朝诗人李白在池州写成的《秋浦歌十七首》：
|                 | 「水如一匹练，此地即平天。耐可乘明月，看花上酒船。」 |
| ——李白(701-762) |                                                      |

实际上，在1965年贵池县东南湖围垦工程开工前，原池州古城的东南二面均为季节性湖泊（现在不是季节湖），湖面最大时可达到42.2平方公里。1972年，围垦工程完成后，该湖泊被分隔为东、南二部分，东部湖面因南接里山乡白沙村，故名“白沙湖”。1982年，“白沙湖”西部建成“池州镇水产良种场”，简称“池州渔场”，隶属于贵池县渔业局，养殖白鲢、鲫鱼、鲤鱼等淡水鱼，总面积572.3公顷。
进入21世纪，为提升池州城市形象，池州市政府决定对城区周边的地理实体进行征集更名工作。2003年2月14日，池州市人民政府公布《池州市城区地名命名更名方案》，“白沙湖”更名为“平天湖”原来养殖鱼类的水面逐渐被开发，成为池州市区的一部分。

## 地理
平天湖位于池州市贵池区北部。湖区属于北亚热带季风气候，年均气温16.7℃。四周分布碧山、齐山、太朴山等。流域内河流共两条。最终于朝阳河流入秋浦河故道。2006年起，池州城市建设加速。因此，平天湖水质直线下降，过多的总磷使得湖水水体富营养化，绿藻、蓝藻数量激增。

## 风景名胜
- 莲花台
- 望华楼
- 东南湖
- 齐山

## 湿地
平天湖已被列为国家重要湿地。2015至2017年调查，有植物256种，野生脊椎动物258种，其中国家I、II级重点保护动物30余种。

## 管理
1965年以前，东南湖湖底杂草丛生、钉螺密布，密度最高时达到每平方市尺440只，每到汛期，周边地区就会爆发血吸虫病，当时有一句民谣：
|  | 家住湖边小村寨，女人肚子男人带。要想死里来逃生，只有外出当乞丐。 |

## 图像

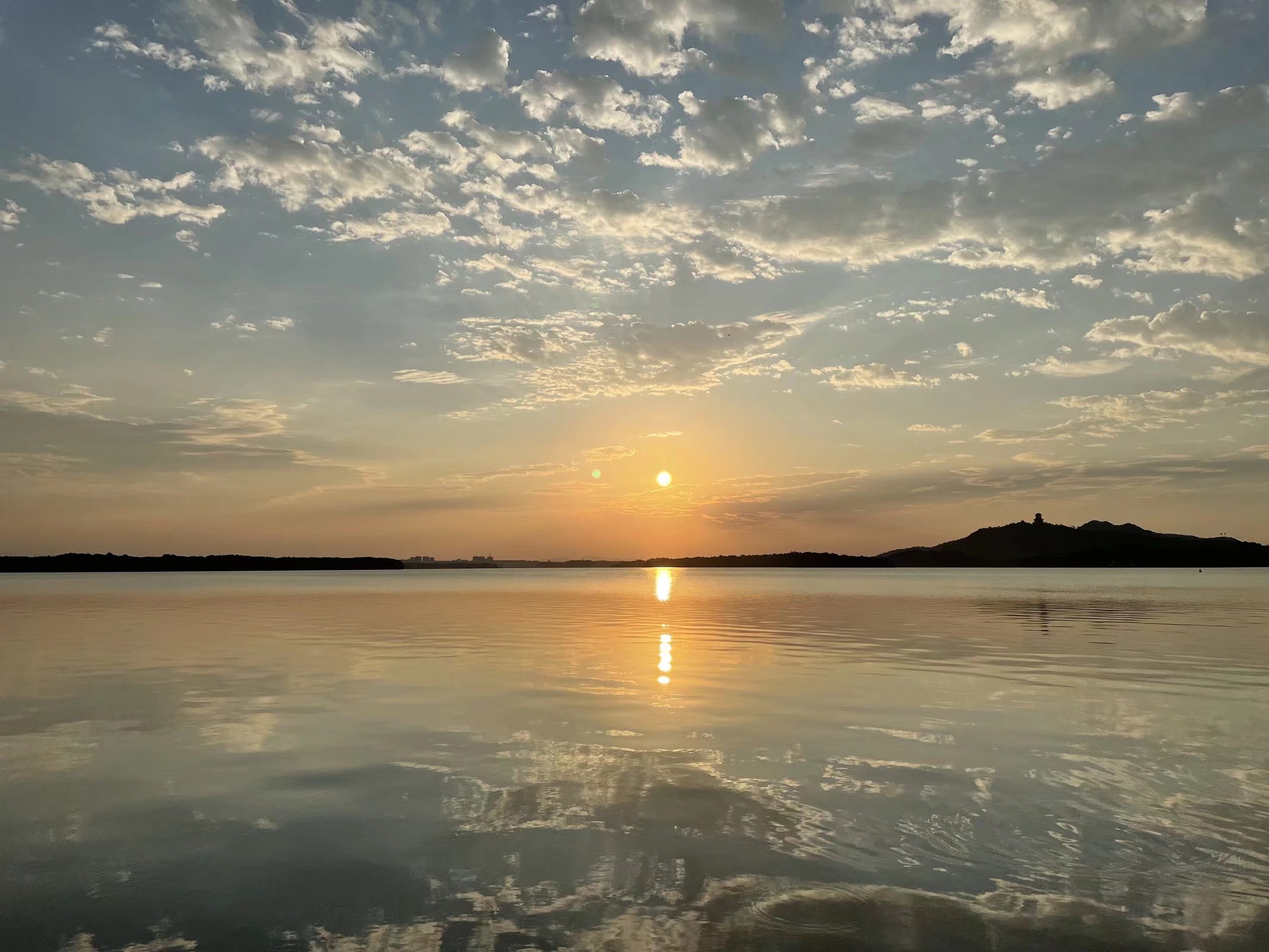
平天湖日出
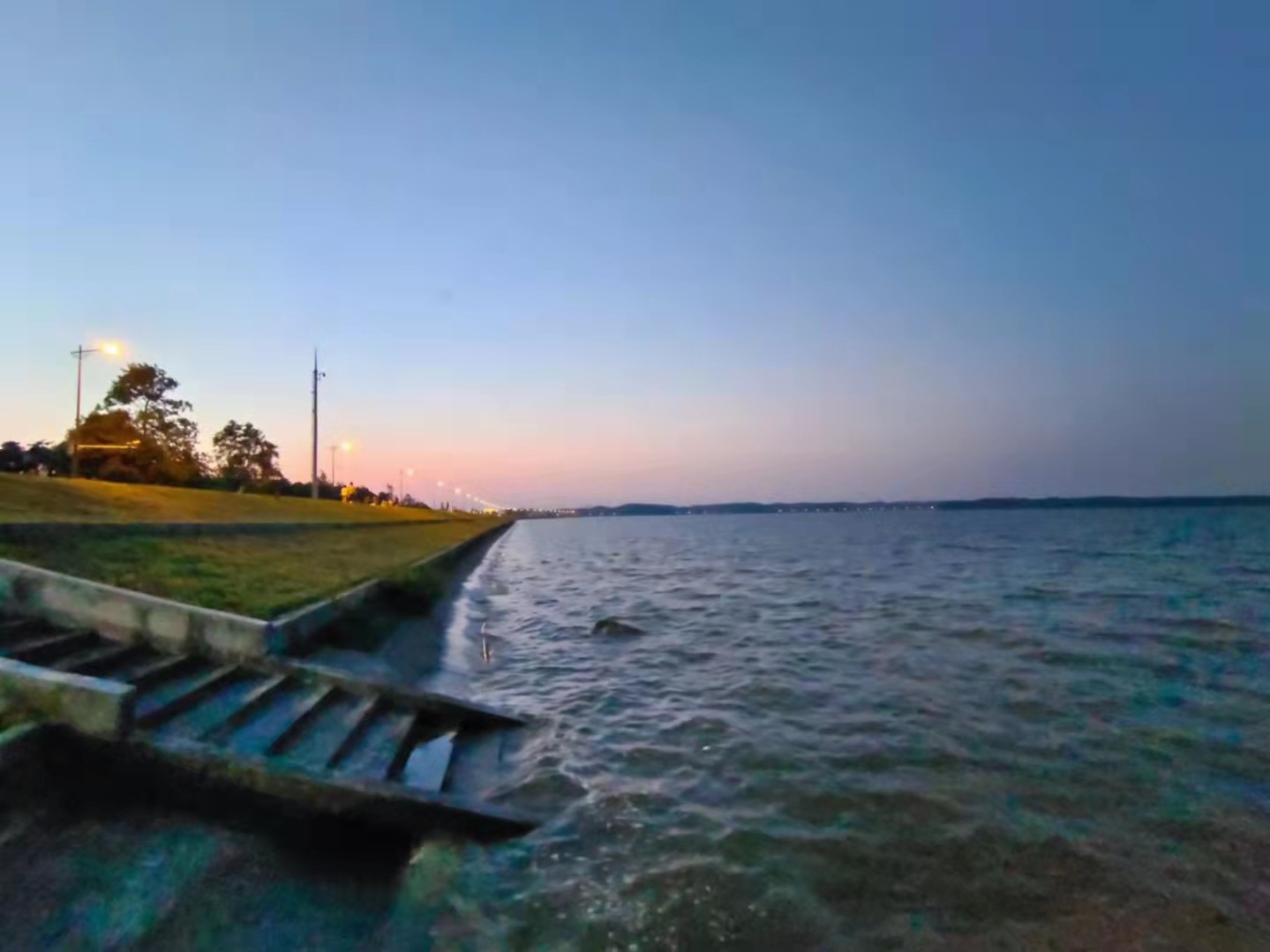
平天湖黄昏
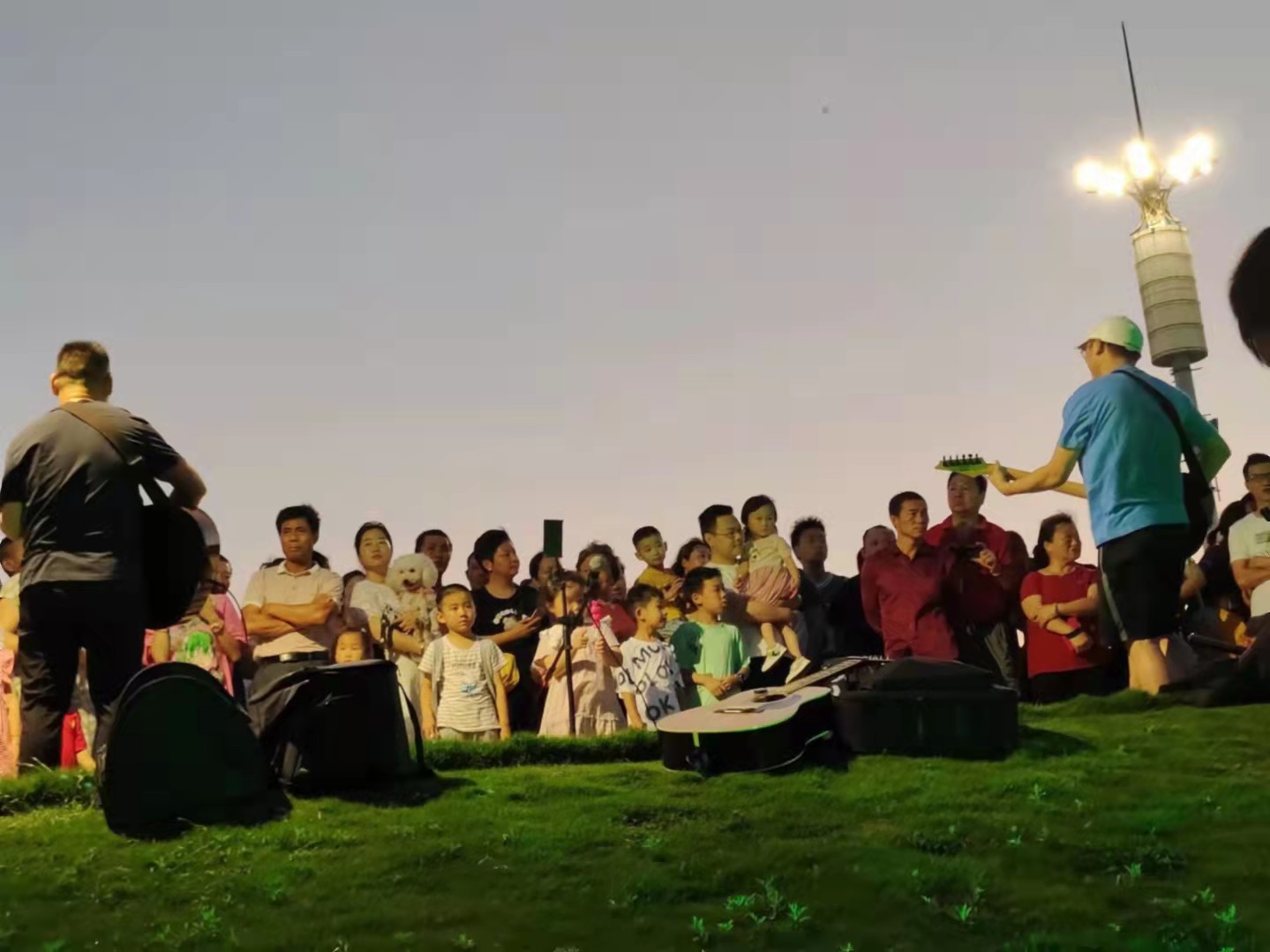
莲花台音乐节